# Walter Tortoroglio
Walter Tortoroglio (Benevello, 18 novembre 1977) è un pilota motociclistico italiano, ritiratosi dall'attività agonistica.

## Carriera

### Gli inizi: 250 e Supersport
Tortoroglio nel 1996 divenne campione nazionale Sport Production classe 125, per poi fare il suo esordio in una competizione mondiale nel 1997 partecipando, in qualità di wild card, al Gran Premio d'Italia in sella ad una Aprilia del team Italia. Chiude l'evento al diciannovesimo posto. Nella stessa stagione, sempre con Aprilia, si classifica nono nel campionato Europeo classe 250.
Nel 1998 è pilota titolare nel Campionato mondiale Supersport. In sella ad una Suzuki del team Sacchi Corse conquista quattordici punti e chiude al ventitreesimo posto. Nel 1999 si trasferisce al team Gi Motor Sport col quale ottiene quindici punti ed il ventunesimo posto in classifica piloti. Nel 2000 passa al team D.F.X. Corse, alla guida di una Ducati 748. Conquista un punto iridato a Hockenheim.

### Europeo Stock 1000
Nel 2001 si trasferisce nella Superstock 1000 FIM Cup. Con una Suzuki GSX 1000R del team DMR Suzuki Italia concorre per il titolo. Termina la stagione al secondo posto, staccato di soli cinque punti da James Ellison. In questa stagione Tortoroglio, oltre a vincere due Gran Premi, conquista sei pole position su nove gare in calendario. Nella stessa stagione disputa alcune gare nei campionati italiani Supersport e Stock 1000 conquistando un podio ed una pole. Nel 2002 passa al Team Rumi, alla guida di una Honda CBR 900RR. Chiude nuovamente al secondo posto vincendo il Gran Premio di Germania a Oschersleben.

### Superbike e CIV
Nel 2003 è pilota titolare nel Campionato mondiale Superbike. Con una Honda VTR 1000 SP2 del team White Endurance chiude la stagione al trentacinquesimo posto. Nel 2004 torna al mondiale Supersport dove conquista qualche punto, parallelamente alle gare mondiali partecipa al Campionato Italiano Supersport chiudendo undicesimo. Nel 2005, alle prese con le prove del Gran Premio di Monza nel CIV, rimane vittima di un infortunio che lo porterà a prendere la decisione di ritirarsi dalle corse nel 2007 (quando disputa due gare nell'italiano Superbike), mentre nel 2006, in sella ad una Kawasaki, si classifica tredicesimo nella classe Stock1000 del campionato italiano conquistando la pole position al Gran Premio di Vallelunga.

## Risultati in gara

### Motomondiale
| 1997 | Classe | Moto    |  |  |  |    |  |  |  |  |  |  |  |  |  |  |  | Punti | Pos. |
| ---- | ------ | ------- |  |  |  | -- |  |  |  |  |  |  |  |  |  |  |  | ----- | ---- |
| 1997 | 250    | Aprilia |  |  |  | 19 |  |  |  |  |  |  |  |  |  |  |  | 0     |      |

| Legenda | 1º posto        | 2º posto            | 3º posto            | A punti      | Senza punti        | Grassetto – Pole position Corsivo – Giro più veloce |
| Legenda | Gara non valida | Non qual./Non part. | Ritirato/Non class. | Squalificato | '-' Dato non disp. | Grassetto – Pole position Corsivo – Giro più veloce |

### Campionato mondiale Supersport
| 1998 | Moto   |    |     |    |    |    |    |     |   |    |   |  |  | Punti | Pos. |
| ---- | ------ | -- | --- | -- | -- | -- | -- | --- | - | -- | - |  |  | ----- | ---- |
| 1998 | Suzuki | NP | Rit | 15 | 19 | 19 | 15 | Rit | 9 | 11 | - |  |  | 14    | 23º  |

| 1999 | Moto   |    |    |    |    |   |    |     |     |     |    |    |  | Punti | Pos. |
| ---- | ------ | -- | -- | -- | -- | - | -- | --- | --- | --- | -- | -- |  | ----- | ---- |
| 1999 | Suzuki | NQ | NQ | 15 | 16 | 6 | 15 | Rit | Rit | Rit | 16 | 13 |  | 15    | 21º  |

| 2000 | Moto   |    |     |     |     |    |     |     |    |     |     |  |  | Punti | Pos. |
| ---- | ------ | -- | --- | --- | --- | -- | --- | --- | -- | --- | --- |  |  | ----- | ---- |
| 2000 | Ducati | 20 | Rit | Rit | Rit | 15 | Rit | Rit | 21 | Rit | Rit |  |  | 1     | 43º  |

| 2004 | Moto              |     |    |    |     |    |     |    |    |  |     |  |  | Punti | Pos. |
| ---- | ----------------- | --- | -- | -- | --- | -- | --- | -- | -- |  | --- |  |  | ----- | ---- |
| 2004 | Suzuki e Kawasaki | Rit | 16 | 10 | Rit | 18 | Rit | 14 | NP |  | Rit |  |  | 8     | 31º  |

| Legenda | 1º posto        | 2º posto            | 3º posto           | A punti      | Senza punti        | Grassetto – Pole position Corsivo – Giro più veloce |
| Legenda | Gara non valida | Non qual./Non part. | Ritirato/Non class | Squalificato | '-' Dato non disp. | Grassetto – Pole position Corsivo – Giro più veloce |

### Campionato mondiale Superbike
| 2003 | Moto  |     |    |     |    |     |    |     |    |     |    |     |     |     |     |    |     |     |     |     |    |    |    |  |  |  |  | Punti | Pos. |
| ---- | ----- | --- | -- | --- | -- | --- | -- | --- | -- | --- | -- | --- | --- | --- | --- | -- | --- | --- | --- | --- | -- | -- | -- |  |  |  |  | ----- | ---- |
| 2003 | Honda | Rit | 16 | Rit | 17 | Rit | 15 | Rit | 15 | Rit | 18 | Rit | Rit | Rit | Rit | 12 | Rit | Rit | Rit | Rit | NP | 18 | 16 |  |  |  |  | 6     | 35º  |

| Legenda | 1º posto        | 2º posto            | 3º posto           | A punti      | Senza punti        | Grassetto – Pole position Corsivo – Giro più veloce |
| Legenda | Gara non valida | Non qual./Non part. | Ritirato/Non class | Squalificato | '-' Dato non disp. | Grassetto – Pole position Corsivo – Giro più veloce |